# Combat de Montélimar
Guerres napoléoniennes
Campagne du duc d'Angoulême
Batailles
Batailles des Cents-Jours
Campagne du duc d'Angoulême
- Ajaccio
- Bonifacio
- Montélimar
- Loriol

Campagne de Belgique
- Ligny
- Quatre-Bras
- Waterloo
- Wavre

Campagne de France de 1815
- Maubeuge
- Huningue
- La Souffel
- Vélizy
- Rocquencourt
- Sèvres
- Issy

Guerre napolitaine
- Panaro
- Ferrare
- Occhiobello
- Carpi
- Casaglia
- Ronco
- Cesenatico
- Pesaro
- Scapezzano
- Tolentino
- Ancône
- Castel di Sangro
- San Germano
- Gaète

Guerre de Vendée et Chouannerie de 1815
- Les Échaubrognes
- L'Aiguillon
- Aizenay
- Sainte-Anne-d'Auray
- Cossé
- Saint-Gilles-sur-Vie
- Redon
- Les Mathes
- Muzillac
- Rocheservière
- Thouars
- Auray
- Châteauneuf-du-Faou
- Guérande
- Fort-la-Latte

Le combat de Montélimar se déroule le 30 mars 1815 pendant les Cent-Jours.

## Préambule
Le 26 mars, Louis de France, duc d'Angoulême détache une avant-garde commandée par le colonel vicomte d'Escars, composée d'une quarantaine de volontaires à cheval, cinquante chasseurs montés, cent cinquante hommes du 1er régiment Étranger, et cent cinquante gardes nationaux qui passent le Rhône au Pont-Saint-Esprit.
Après avoir traversé Lapalud, Pierrelatte et occupé Donzère, la troupe royaliste se porte sur Montélimar où elle avoit fait son entrée le 29 mars, sans éprouver de résistance.
Le duc d'Angoulême envoie ensuite, en soutien, le chef de bataillon Alphonse Henri d'Hautpoul, avec un bataillon de gardes nationaux et 2 canons.
Le général Debelle, qui avait obtenu le commandement militaire du né département de Napoléon Ier, n'avait presque aucune force à opposer aux troupes royales. Sa troupe se composait de 600 à 700 hommes de gardes nationales et de 2 canons, qu'il fait avancer vers Montélimar pour repousser l'avant-garde royale.

## Le combat
Informé de ce mouvement, le colonel vicomte d'Escars rallie à son corps le détachement du chef de bataillon d'Haupoul, et prend position en avant de Montélimar.
Bientôt ses coureurs lui annoncent l'approche de l'ennemi. Le 30 mars, à neuf heures du matin, les avant-postes aperçoivent l'avant-garde napoléonienne sur la grande route de Valence, à une demi-lieue de la ville.
De part et d'autre, les tirailleurs préludant au combat par des coups de fusil et des cris de guerre, commençaient à s'engager, lorsqu'un officier parlementaire se présenta au-devant des royalistes et remit au vicomte d'Escars une lettre du général Debelle, qui lui donnait connaissance des ordres et proclamation de Napoléon et l'invitait « à suivre le vœu de la France, en reconnaissant l'autorité de l'empereur ». Il lui signifiait en outre de remettre la ville de Montélimar aux troupes impériales, et, en cas de refus, il le rendait responsable du sang qui serait versé, le menaçant de l'attaquer avec des forces supérieures.
Le vicomte d'Escars et ses officiers ne répondirent à cette sommation que par le cri de « vive le roi » ! L'avant-garde royaliste commença  aussitôt l'attaque qui se borna durant 6 heures, de neuf heures du matin jusqu'à trois heures de l'après-midi, à une fusillade insignifiante. Les royalistes quoique inférieurs en nombre et abandonnés, dès le début de l'action, par les 50 chasseurs à cheval qui faisaient partie de l'avant-garde, restèrent maitres du terrain cédé par le général Debelle, qui crut devoir se retirer, dans la crainte d'avoir bientôt à combattre le gros de l'armée royale.

## Bilan
Le général Debelle prend position avec sa petite troupe à Loriol, de l'autre côté de la Drôme pour couvrir et défendre Valence tandis que les troupes royales gardent leurs positions.